# Barychevo (oblast de Novossibirsk)
Barychevo (en russe : Барышево) est un village de Russie situé dans l'oblast de Novossibirsk.

## Géographie
Barychevo se trouve au est de l'oblast de Novossibirsk. 

## Histoire
La localité est connue depuis 1775.

## Population
Recensements (*) et estimations de la population,,: 
|       | \| 1979* \| 2002* \| 2010* \| 2021* \| \| ----- \| ----- \| ----- \| ----- \| \| 6 810 \| 5 089 \| 5 195 \| 5 547 \| |       |       |
| 1979* | 2002* | 2010* | 2021* |
| 6 810 | 5 089 | 5 195 | 5 547 |